# 星野ひびき
星野 ひびき（ほしの ひびき、1992年10月6日 - ）は、日本の元AV女優。

## 略歴・人物
千葉県出身。2011年に「斉藤ひな（さいとう ひな）」の芸名でデビューした巨乳の企画女優で、2012年まで活動。
2014年より「星野ひびき」として活動を再開。ファイブプロモーション所属。
2016年1月5日の公式ブログで、1月31日を以って引退することを発表した。

## 出演作品

### 「斉藤ひな」名義

#### アダルトDVD
2011年
- はじめてのAV 08（8月11日、ZeTToN）
- どこまでヤレる!? ひざまくら耳かき店のお姉さん 6（9月15日、スターパラダイス）他出演:瀬戸のぞみ、山下みう、藤本カレン
- 某デパートお客様相談室 悪徳クレーマーにイラマチオ謝罪（9月15日、スターパラダイス）他出演:仁科いずみ、一条姫華、深澤琴美、山下みう、藤本カレン、羽田桃子、早乙女心杏
- キャットスーツの虜 02（9月20日、プールクラブ・エンタテインメント）他出演:橘ひなた、星崎アンリ、柴咲ゆうり
- 清楚な妹にスケベなSEXを見せつけよう! 2（10月15日、スターパラダイス）他出演:片瀬由奈、一条姫華、深澤琴美、瀬戸のぞみ、八神ノエル
- どこまでヤレる!? 訪問販売のお姉さん（11月15日、スターパラダイス）他出演:並木つかさ、神咲ナオミ、長谷川舞
- イケメンマッサージ師の卑猥な指使い 隠れた旦那の見ている前で…（11月15日、スターパラダイス）他出演:長谷川舞、片瀬由奈、相田ユリア
- すみません! 男優が急遽来れなくなったのでマネージャーとシテ下さい!（11月20日、スターパラダイス）他出演:平松恵理香、片瀬由奈、並木つかさ
- お嬢様JKのマジギレ喧嘩蹴（11月23日、vamp freyja）
- 乳房 2 〜にゅ〜ぼ〜つぅ〜 おっきぃと巨乳 ちっちゃいと貧乳 おっきぃほうがいいなぁ… Gカップ96cm ひな（12月16日、チェリーズ）

2012年
- ガールズ♥ラブ 〜巨乳同級性〜（2月3日、クリスタル映像）共演:藤森まゆ
- 素人ギャルにお願いして手こきで抜いてもらってお掃除フェラまでしてもらいました… 2（6月25日、隼エージェンシー）他出演:安達なつみ、間宮純、岸みのり、琴吹さくら、月本衣織、小野麻里亜、新谷彩夏、神楽あさひ、水崎由里、石川里菜、川瀬ことみ、田中志乃、本真ゆり、吉川あゆみ、後藤みさき、香月蘭、坂田もも、青山ゆうゆ、前島あみ
- ガールズ♥ラブ 3 〜巨乳同級性〜（7月6日、クリスタル映像）共演:高橋美奈
- お試しAVかっ! ハメてみなけりゃ帰れマ○○（9月21日、チェリーズ）他出演:高橋美奈、沙藤ユリ、板野アイリ、有馬ひかり、青木りん
- 投稿日記 ENTRY NO.68（11月2日、さくら企画）

### 「星野ひびき」名義

#### アダルトDVD
2015年
- 慌てていてブラを着け忘れたノーブラニット女の胸に見とれていると… 4（1月10日、DOC）他出演:春海紗奈、長谷川リホ
- 軟乳98cm! むっちり食い込み Hcup（1月13日、E-BODY）
- 快感で正気を保てなくなった巨乳少女と中出し密会（1月19日、OPPAI）
- この顔、このカラダで40歳!! おそらく今、日本で最も美しい40代　Hカップ素人妻 沢田みゆき AVデビュー　ナンパJAPAN EXPRESS Vol.19（1月25日、ナンパJAPAN）※「沢田みゆき」名義
- 脱ぎたてパンティにくるんでもらう、ぬくもり手コキ（2月20日、SEX Agent）他出演:佳苗るか、川村まや、さとう愛理、夏海いく、高山えみり、小川めるる、夕城芹
- 部長の奥さんがエロすぎて…（3月1日、ヴィーナス）
- キャバクラのスカウトだと誘い美人妻を事務所へ!「もっと稼げるから」と断れない奥さんを無理やりピンサロ講習（3月3日、DOC）他出演:里咲しおり、西島優梨、夕城芹、柏木胡桃、仁奈るあ、渋谷美希、白石悠 ほか
- シングルマザー限定!! 危険日直撃! 100万円争奪! 生中出しじゃんけん大会! 8（3月5日、Mr.michiru）共演出演:浅倉愛、美泉咲、かのんこゆる、高木愛美、桐麻あかり
- もう死んだってかまわない! 超ラッキーの連続で巻き起こるスケベ過ぎる一日!鼻血が止まらないくらいの夢のエロハプニング続出! 2（3月7日、ゴールデンタイム）他出演:阿部乃みく、成海うるみ、枢木みかん、高木愛美、西村江梨、柳あいな、優菜真白、西野沙絵
- 妹の爆乳は一見にしかず Mar.2015 星野ひびき Iカップ103cm（3月20日、チェリーズ）
- じゅるじゅぱっぐぼじゅぶっごぶぶぶっ… 手を使わずに口だけでイカせます（3月20日、SEX Agent）他出演:篠田あゆみ、川村まや、神波多一花、逢沢はるか、高山えみり、橋本麻衣子、木島すみれ
- バレたらヤバイ状況で密着しながら挑発してくる女たち（4月3日、OFFICE K'S）他出演:宇野ゆかり、石原ゆりな、鈴村いろは、佳苗るか、広瀬奈々美
- デリヘル嬢と本番する方法!!オイル素股で我慢出来ず、童貞の振りして土下座でお願いしたら大体ヤレる!!（4月3日、OFFICE K'S）他出演:石原ゆりな、佳苗るか
- 誘惑見せつけまんぐりディルドオナニー 2（4月3日、虎堂）他出演:宮森菜月、愛原れの、宇野ゆかり、佳苗るか、美沢優
- 揉みたい若妻（4月4日、光夜蝶）
- 超爆乳の母姉妹と狭苦しい四畳半で汗だく近親相姦生活 2（4月9日、ROCKET）共演:西條るり、本田莉子
- パイパン爆乳&マ●コ生中出し AV女優さんとエッチしよう! Vol.16（4月13日、HERO）
- 星野ひびきの汗だく、パイパン種付け、ガチSEX（4月13日、HERO）
- 本気で感じるディルドオナニー Vol.4（4月17日、虎堂）他出演:羽月希、ひばり結羽、加藤ツバキ、鈴森汐那
- M字開脚にセルフまんぐり、羞恥ポーズの私のオナニー見てください。（4月17日、SEX Agent）他出演:佳苗るか、田中ゆき、松本ほのか、山口かおり、夏芽ひなた、杏咲望、椎名茉友、さとう愛理、西野ななみ、新堂れな、小川めるる、夕城芹
- うら若きニーハイ脚コキ（4月17日、SEX Agent）他出演:水沢みゆ、陽木かれん、川村まや、高山えみり、夕城芹、井上瞳、水野朝陽、小川めるる
- お電話を頂ければ、あなたの自宅で巨乳女子大生が「宅飲みコンパニオン」としてお酌をしてくれます! お触り禁止のルールだけどノリノリの彼女たちは酔っぱらうとおっぱいを見せてくれてまさかの中出しまでさせてくれる…。（4月23日、Mr.michiru）他出演:浅倉愛、美泉咲、かのんこゆる、高木愛美、桐麻あかり
- 中出し愛好家（4月25日、HMJM）
- すんごいエロバスト! ムッチムチのHカップ肉乳! 餅みたいな爆乳をタプタプ揺らして、スケベ顔でイキまくる!!（5月1日、リコピン）
- 優しいパイズリ（5月2日、ドリームチケット）
- おねがい見ないで…、夫に見せた事がないほど本気のセックスを知ってしまった妻たち… 2（5月2日、NON）他出演:星空もあ
- 年頃の娘から突然のキス!病気で弱っている俺は、つい芳醇に育った娘のカラダで年甲斐もなくヤバいほど勃起し、誰に仕込まれたか分からない男を喜ばせるテクニックでトコトン抜かれてしまった!!!（5月2日、NON）他出演:桜ちなみ、杏咲望、香山美桜、上條つかさ、潮絢那
- ナマ姦不倫 11（5月2日、光夜蝶）他出演:紺野まこ
- 脱いだら凄かった!! 決してマスクを外さない可愛すぎる隠れドMヘンタイ巨乳美人メイクさんAVデビュー（5月8日、ナンパHEAVEN）※「優木麻衣」名義
- 酔った勢いで痴漢に感じてしまい勝手に精子を飲むほど欲情する巨乳女（5月9日、ナチュラルハイ）他出演:可愛まゆ、浅見せり ほか
- 寝取り!? ダブルデート中の仲良しカップルがパートナーを交換して参加! ラップ1枚隔てて初めての素股体験（5月9日、アイエナジー）
- 乳首の形がクッキリ! ノーブラニット姿に発情しちゃった俺（5月9日、AKNR）他出演:上原亜衣、二宮ナナ、松島れん
- 転校したら男は僕一人ぼっちだった…。 9（5月21日、AKNR）出演:なつめ愛莉、高山えみり、若月まりあ、彩城ゆりな、里咲しおり、浅倉愛、山本美和子、かのんこゆる、葉山美空、夏海花凛、吉川いと、春海紗奈、松浦ゆきな、久留美なな、あゆみ翼、御舟みこと、みずのみう、川原里奈、月野こころ、愛原れの、杏咲望、原波瑠
- しょうもないけどしょうがない（5月22日、バルタン）
- どM揉み (6月5日、アウダーズジャパン)
- 抜かずの14発中出し＋1(6月26日、EROTICA)
- Bi STYLE 絶世の究極BODY スッポンポン全裸爆乳JK (7月25日、美)
- 爆乳ハミ乳競泳水着 ひびき パイパン I-cup (8月7日、クリスタル映像)
- 僕の妹が巨乳でタマラない (8月7日、ミル)[4]
- ママさんバレー合宿の人妻達は、持て余した性欲でムチムチ食い込みブルマを僕に見せつけ誘惑してきます。もう我慢がアカン! (8月11日、SWITCH) 共演:葉山美空、渋谷美希、上杉玲奈
- kira☆kira BLACK GAL ぷるりんギャル星野ひびきの危険日中出しファン感謝祭 (8月19日、Kira☆Kira)
- 連続アクメ視姦 (8月25日、シャーク)
- 若妻接吻スワッピング 嫉妬と興奮渦巻く非道徳行為 妻はよその男に抱かれ、夫はよその女房を抱く (8月26日、ヒビノ) 共演:美泉咲、白石みお
- 被虐の毒花 (10月7日、アタッカーズ) 共演:篠田あゆみ、羽月希
- え?嘘!混浴温泉だったの!!まずい勃起した。1人で温泉につかっていると、なんだか女の人の声がして全裸の母娘家族が入ってきた。お互い遠慮しながらも段々気分がゆるんできたのか彼女たちのタオルから乳首がポロリ。勃起チ○ポに気づき興奮した母娘たちに食べられちゃいました。 (10月8日、SWITCH) 共演:篠田あゆみ、上原亜衣
- 美乳縄 (10月13日、妄想族/赤ほたるいか)
- 巨乳美女と中出しできる混浴露天風呂 (11月26日、ROCKET) 共演:松本メイ、西条沙羅、小西みか、川菜ひかる
- なんともソソル巨乳女子社員のブラウスはパンパン、ボタンが飛んでコボレ落ちそうな巨乳にそそられちゃった (11月26日、SOSORU×GARCON) 共演:香山美桜、水城奈緒
- イキたくてもイカせない! イカせず中出し交渉!3 寸止め地獄で判断能力を低下させてからナマチ○ポ挿入を誘惑、中出し交渉!デビュー女優から人気女優まで手加減なしの快楽地獄! (11月26日、Mr.Michuru) 他出演:あやね遥菜、竹内真琴、御舟みこと
- リア充大学生たちはこのあと滅茶苦茶中出ししてる (12月10日、Mr.michiru) 他出演:あやね遥菜、竹内真琴、御舟みこと
- オトナのカラダになった巨乳の妹が、目線とチラリズムで僕を誘惑し優しく中出し懇願 (12月11日、V＆R PRODUCE)

2016年
- MOODYZファン感謝祭 第4回バコバコ中出しキャンプ2016 無制限中出し!孕ませカーニバル!! (1月13日、MOODYZ) 共演:千乃あずみ、紺野ひかる、一条リオン、西条沙羅、羽月希、なつめ愛莉、香山美桜
- トリプルレズビアン 21 (1月22日、クリスタル映像/TOMAHAWK) 共演:加納綾子、青井いちご
- 星野ひびきの爆乳劇場 (2月1日、プラネットプラス)
- 隣のお姉さんが泥酔して朝帰り! 鍵も掛けずに玄関で倒れていて、めくれ上がったスカートの中に見えるパンツにソソりまくり! 我慢できずに介抱するフリをして勃起チ○ポをコスリ付けたら、フラレたやけ酒だったのか俺のことを異常なくらいに求めてきてガンガン乗られて腰振られちゃいました!! (2月18日、SOSORU×GARCON) 他出演:江上しほ、橋本怜奈
- 彼女をとっかえひっかえのヤリチンな先輩。童貞の僕とは全く仲良くないのに、ある日突然宅飲みに誘われ断り切れずに行ってみると、案の定彼女とイチャつきだす始末…。「なんだよ、結局見せつけたいだけかよ！でもせっかく目の前でエロい事が見れるからいいか…」と思っていたら、いいところで先輩が熟睡!この役立たず!どうせ見せつけるならセックス見せろよ!!と激怒していたら、先輩とのイチャつきでエロスイッチが入った先輩の彼女が、ソソる視線で僕をロックオン!これはマズイ!美味しいけどマズイ!!でもヤリタイ!!!先輩ごめんなさい!もう勃起が止まりません! (4月7日、SOSORU×GARCON) 他出演:栞菜まなみ、白石みお
- 「そこの巨乳若奥さま!童貞くんの射精のお手伝いをしてくれませんか?」 自慢のおっぱいでパイズリ射精!してもらうつもりが優し過ぎて童貞喪失筆おろしセックス!までしてくれました。 Vol.9（4月25日、ナンパJAPAN）他出演:澁谷果歩、真木今日子、河音くるみ
- 旦那からの着信は不倫セックス中!!不倫相手に促され電話に出た人妻は、必死に喘ぎ声を押し殺してはいたが、行為がエスカレートし興奮度はMAXに！絶対にバレてる!? (4月22日、ケイ・エム・プロデュース/UMANARI) 他出演:七緒ゆづき、北山早妃

#### イメージDVD
- ミス・ダイナマイト（2015年3月28日、INTEC Inc）
- チームおっぱい（2015年4月25日、GARDEN）共演:塚田詩織

## テレビ出演
- 魚拓と成瀬のツキとスッポンぽん #67,#68（2015年12月13日,20日、パチ・スロ サイトセブンTV）